# Донізете Олівейра
Донізете Олівейра (порт. Donizete Oliveira; нар. 21 лютого 1968, Бауру, Бразилія) — колишній бразильський футболіст, що грав на позиції півзахисника. Виступав за національну збірну Бразилії.
Володар Кубка Лібертадорес. Переможець Рекопи Південної Америки.

## Клубна кар'єра
У дорослому футболі дебютував 1987 року виступами за команду клубу «Флуміненсе», в якій провів два сезони, взявши участь у 44 матчах чемпіонату. Більшість часу, проведеного у складі «Флуміненсе», був основним гравцем команди.
Своєю грою за цю команду привернув увагу представників тренерського штабу клубу «Греміу», до складу якого приєднався 1990 року. Відіграв за команду з Порту-Алегрі наступний сезон своєї ігрової кар'єри. Граючи у складі «Греміо» також здебільшого виходив на поле в основному складі команди.
Згодом з 1992 по 1995 рік грав у складі команд клубів «Брагантіно» та «Сан-Паулу».
1996 року уклав контракт з клубом «Крузейру», у складі якого провів наступний рік своєї кар'єри гравця. Тренерським штабом нового клубу також розглядався як гравець «основи». За цей час виборов титул володаря Кубка Лібертадорес.
Протягом 1998—1998 років захищав кольори команди салвадорського клубу «Віторія».
З 1999 року знову, цього разу один сезон захищав кольори команди клубу «Крузейру». Тренерським штабом нового клубу також розглядався як гравець «основи».
Протягом 2001—2001 років захищав кольори команди клубу «Урава Ред Даймондс». З 2001 року один сезон захищав кольори команди клубу «Васко да Гама».
Завершив професійну ігрову кар'єру у клубі «Спортінг Крістал», за команду якого виступав протягом 2003—2003 років.

## Виступи за збірну
1990 року дебютував в офіційних матчах у складі національної збірної Бразилії. Протягом кар'єри у національній команді, яка тривала 11 років, провів у формі головної команди країни лише 6 матчів.

## Досягнення
- Володар Кубка Лібертадорес:

«Крузейро»: 1997
- Переможець Рекопи Південної Америки:

«Крузейро»: 1998